# 异质结
异质结（heterojunction）又称异质接面，是一种半导体的特殊pn結，由两层以上不同的半导体材料薄膜依次沉积在同一基座上形成，这些材料具有不同的能带隙，它们可以是砷化镓之类的化合物，也可以是硅-锗之类的半导体合金。
半导体异质结构（heterostructure）的二极管特性非常接近理想二极管。另外，通过调节半导体各材料层的厚度和能带隙，可以改变二极管电流与电压的响应参数。半导体异质结构对半导体技术具有重大影响，是高频晶体管和光电子元件的关键成分。
异质结是两种不同半导体区域之间的接触面。不同于同质结，组成异质结的这些半导体的材料具有不同的带隙。在许多固态设备应用，如半导体激光器，太阳能电池和晶体管中，异质结通常有利于设计电子能带。尽管异质结和异质结构通常互换使用，但严格意义上在一个设备中将多个异质结合在一起的组合才能称为异质结构。由于要求每种半导体材料都具有不等带隙的要求不是非常严格，尤其是在小长度范围电子特性取决于空间特性。因此，一种更现代的定义是，异质结是任何两种固态材料之间的接触面，这些材料可以是金属，绝缘体，快速离子导体（fast ion conductor）和半导体材料的结晶和无定形结构。

## 參閱
- 异质结双极性晶体管
- pn结